# Red Dunn
Joseph Aloysius Red Dunn (* 21. Juni 1901 in Milwaukee, Wisconsin; † 15. Januar 1957 ebenda) war ein US-amerikanischer American-Football-Spieler. Er spielte in der National Football League (NFL) unter anderem bei den Green Bay Packers.

## Spielerlaufbahn

### Collegekarriere
Red Dunn besuchte in seiner Geburtsstadt die Highschool und studierte danach ab dem Jahr 1921 an der Marquette University College of Business. Für die Mannschaft aus Milwaukee, den Marquette Golden Avalanche spielte er als Quarterback Football. Er führte in dieser Funktion seine Mannschaft in den Jahren 1923 und 1924 zu 17 Siegen bei einer Niederlage. Im Jahr 1923 erfolgte seine Wahl zum All American und in die Ligaauswahl. Im gleichen Jahr spielte er mit einem gebrochenen Arm gegen die Mannschaft des Boston College. Sein Team gewann das Spiel mit 7:6.

### Profikarriere
Red Dunn schloss sich im Jahr 1924 den Milwaukee Badgers an. Er erhielt dort Spielzeit als Blocking back und als Kicker. Im folgenden Jahr wechselte er zu den Chicago Cardinals. Der von Norm Barry trainierten Mannschaft um das spätere Mitglied in der Pro Football Hall of Fame Paddy Driscoll gelang es in dieser Saison elf von 14 Spielen siegreich zu bestreiten und gewann damit die NFL Meisterschaft. Dunn steuerte zu dem Erfolg der Cardinals zehn Extrapunkte bei. Nach einer weiteren erfolglosen Spielzeit bei der Mannschaft aus Chicago wechselte er zu den von Curly Lambeau betreuten Green Bay Packers.
Lambeau gelang es sein Team mit der Verpflichtung von weiteren Spitzenspielern, wie John McNally oder Arnie Herber, an die Spitze der NFL zu führen. Die Mannschaft aus Green Bay konnte im Jahr 1929 mit 12 Siegen aus 13 Spielen die NFL Meisterschaft gewinnen. Mit elf Extrapunkten trug er auch in dieser Saison zum Erfolg seiner Mannschaft bei. Im Jahr 1930 folgte der zweite Titelgewinn in Folge. Der Mannschaft war es gelungen zehn von 14. Spielen zu gewinnen. Red Dunn erzielte in dieser Spielrunde 14 Extrapunkte. Auch die Saison 1931 gestaltete sich für die Packers erfolgreich. Nach zwölf Siegen bei zwei Unentschieden konnte sich Dunn bei 15 erzielten eigenen Extrapunkte mit seinem Team den dritten Titel sichern. Red Dunn beendete nach dieser Spielrunde seine Laufbahn.

## Trainerlaufbahn
Red Dunn wechselte nach seiner Profilaufbahn zurück an die Marquette University und war bis zum Jahr 1940 Assistenztrainer der Golden Avalanche.

## Abseits des Spielfelds
Joseph Dunn hatte sein Wirtschaftsstudium an der Marquette University im Jahr 1924 erfolgreich beendet. Neben seiner Footballkarriere arbeitete er über 30 Jahre lang als Versicherungsvertreter für eine Reiseversicherung. Nach seiner aktiven Spielerzeit war er zudem als Radiomoderator tätig und kommentierte im Rundfunk Footballspiele. Red Dunn war verheiratet und hatte einen Sohn. Er fand in seiner Geburtsstadt auf dem Holy Cross Cemetery and Mausoleum seine letzte Ruhestätte.

## Ehrungen
Red Dunn wurde dreimal zum All-Pro gewählt. Er ist Mitglied in der Green Bay Packers Hall of Fame und in der Ruhmeshalle seines College sowie in der Wisconsin Athletic Hall of Fame.